# الدرلی (ویسکانسین)
الدرلی، ویسکانسین (به انگلیسی: Alderley, Wisconsin) یک محدوده ثبت‌نشده در ایالات متحده آمریکا است که در Ashippun واقع شده‌است.

## خصوصیات
الدرلی ۲۸۹٫۸۷ متر بالاتر از سطح دریا واقع شده‌است.